# Binh đoàn Châlons
Binh đoàn Châlons (tiếng Pháp: Armée de Châlons) là một đạo quân của Pháp tham gia Chiến tranh Pháp–Phổ năm 1870. Được thành lập tại trại Châlons vào ngày 17 tháng 8 năm 1870, từ một phần của Binh đoàn sông Rhin, Binh đoàn Châlons đã tham gia các trận chiến ở Beaumont và Sedan trước khi tan rã sau khi đầu hàng quân Đức vào ngày 2 tháng 9 năm 1870.

## Hình thành
Sau những thảm bại của Binh đoàn sông Rhin (tiếng Pháp: Armée du Rhin) đầu tháng 8 tại Wissembourg, Wörth, Forbach, Hoàng hậu Eugénie, vốn được Hoàng đế Napoleon III chỉ định làm Nhiếp chính, đã triệu tập hai viện vào ngày 9 tháng 8 năm 1870. Ba ngày sau, Hoàng đế quyết định giao quyền chỉ huy Binh đoàn sông Rhin cho Thống chế Bazaine.
Vào ngày 17 tháng 8, Hoàng đế đang ở Châlons và trong một động thái cải tổ bộ máy chiến tranh, đã quyết định bổ nhiệm Bazaine vào chức vụ Généralissime của quân đội Pháp, tướng Trochu làm thống đốc Paris và Thống chế de MacMahon làm chỉ huy Binh đoàn Châlons. Theo đó, binh đoàn mới này được cấu thành từ những đơn vị sẵn có, bao gồm Quân đoàn 1 gia nhập trại Châlons từ ngày 14 đến ngày 17 tháng 8, Quân đoàn 5 của tướng Failly, Quân đoàn 7 của tướng Douay, và Quân đoàn 12 mới được thành lập từ các trung đoàn bộ binh sẵn có, các trung đoàn mới tổ chức thành lập bởi 4 tiểu đoàn dự bị còn sót lại và các trung đoàn cận vệ. Cả bốn quân đoàn được tập hợp tại Reims vào ngày 20 tháng 8 năm 1870.

## Tác chiến

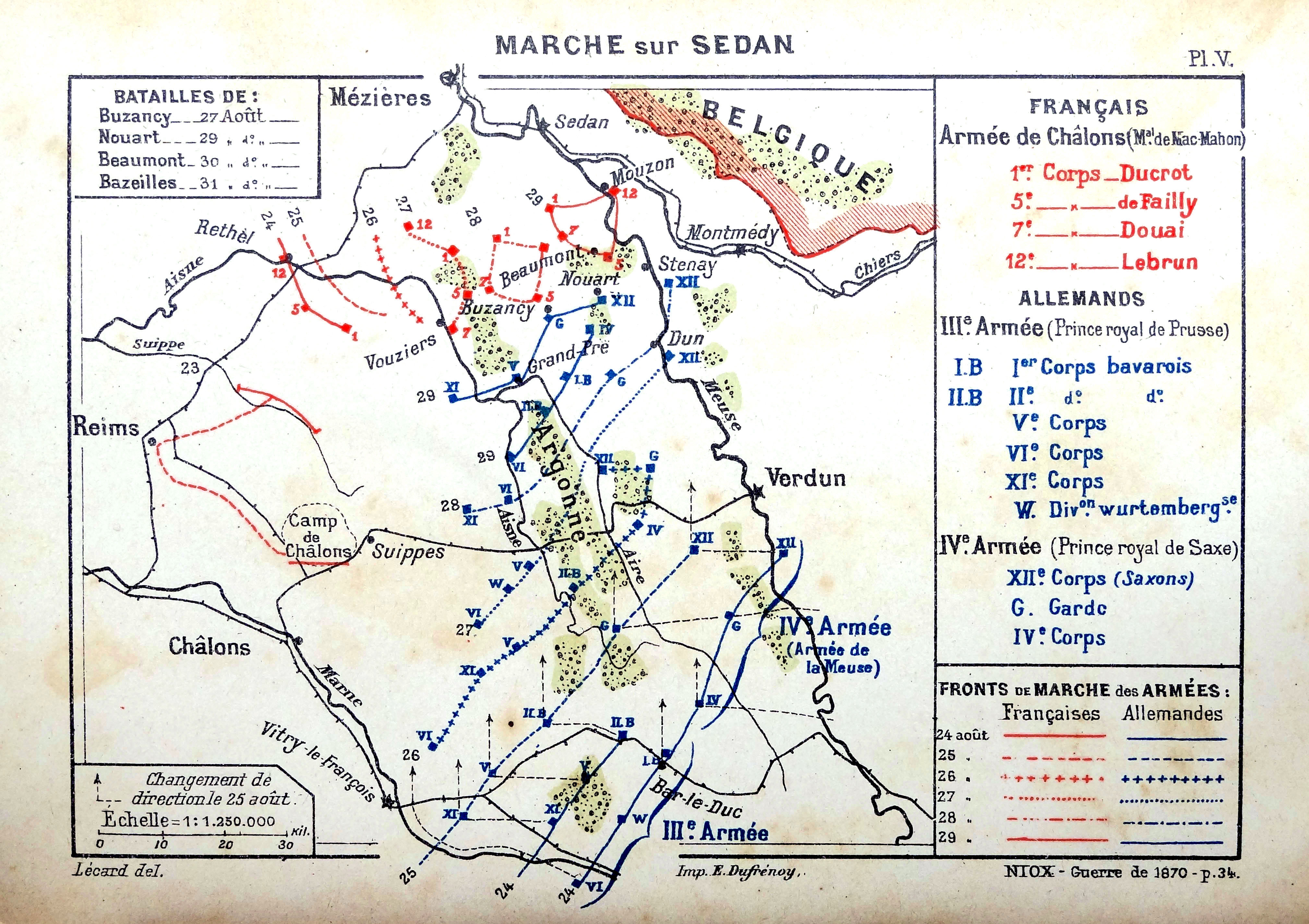
Bản đồ hành quân của binh đoàn Châlons tại Sedan.

Trong khi Mac Mahon mong muốn rút lui về Paris để tái thiết binh đoàn, những áp lực chính trị lại hướng ông về việc giải cứu Bazaine, vốn đang bị vậy hãm tại Metz sau các cuộc giao tranh mới tại Rezonville và Saint-Privat vào ngày 16 và 18 tháng 8. Ngày 23 tháng 8, Mac Mahon quyết định rời Reims và binh đoàn hành quân về phía đông bắc để vượt qua sông Meuse giữa Sedan và Verdun.
Trong khi bốn quân đoàn của Mac Mahon tiến về phía đông bắc, quân Đức, vốn đã giành được nhiều thắng lợi trước đó, đã tổ chức lại thành hai cụm:
- Tại chiến trường Metz có các Binh đoàn số 1, bốn quân đoàn của Binh đoàn số 2 và một sư đoàn.
- Đối chiến với binh đoàn Châlons có Binh đoàn số 3, gồm 5 quân đoàn, được hỗ trợ bởi một đạo quân mới thành lập, Binh đoàn sông Maas hay Binh đoàn số 4, gồm 3 quân đoàn và 4 sư đoàn kỵ binh.[4] Tổng binh lực là 188.000 bộ binh, 36.000 kỵ binh và hơn 810 khẩu pháo .[5]

Quân Pháp hành quân chậm chạp, bị quân Đức đuổi kịp trước khi kịp tiến đến sông Meuse. Vào ngày 29 tháng 8, sau cuộc giao chiến đầu tiên tại Nouart với Quân đoàn XII Sachsen, Quân đoàn 5 của tướng de Failly đóng quân tại Beaumont. Khoảng giữa trưa ngày 30 tháng 8, loạt đạn đầu tiên đã pháo kích trúng trại. Ba quân đoàn của Đức giao tranh với quân Pháp tại Beaumont: Quân đoàn I Bayer ở bên trái, Quân đoàn IV Phổ ở trung tâm và Quân đoàn XII Sachsen ở bên phải. Mặc dù chiến đấu anh dũng và kháng cự quyết liệt, quân đoàn của tướng de Failly vẫn bị đánh bại và phải rút lui về Sedan.

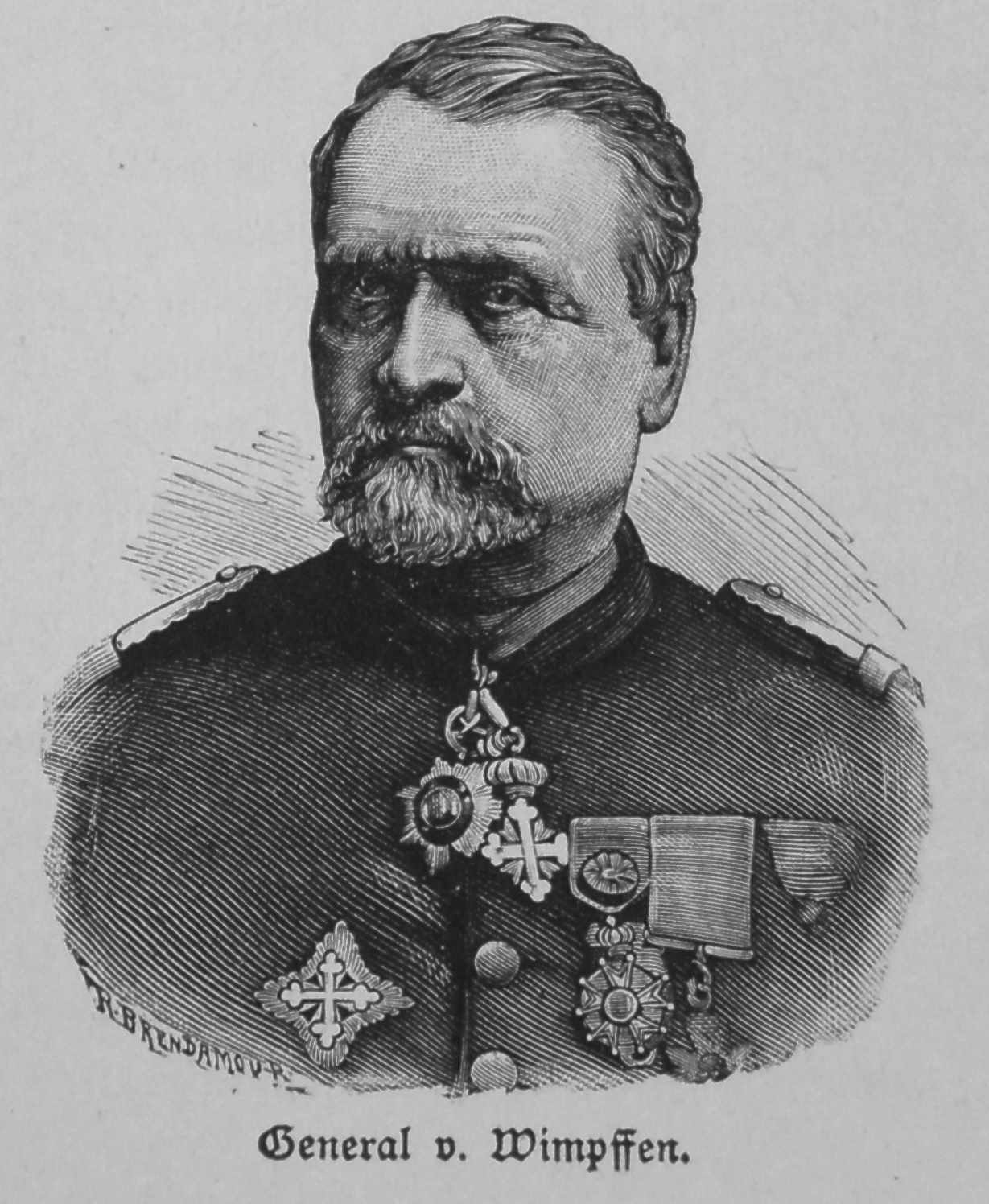
Tướng Wimpffen, Tư lệnh Binh đoàn Châlons tại Sedan.

Trận chiến Beaumont dẫn đến hậu quả Thống chế Mac Mahon buộc phải từ bỏ kế hoạch đến giải cứu Bazaine tại Metz. Thay vào đó, từ ngày 30 tháng 8, ông đã phải triển khai các quân đoàn đến các thành phố Bazeilles và Sedan.
Vào ngày 31 tháng 8, Quân đoàn I Bayer của tướng Von der Tann giao chiến với Quân đoàn 12 trong khi đánh chiếm một cầu đường sắt bắc qua sông Meuse ở phía nam Bazeilles. Ngày hôm sau, ngày 1 tháng 9 năm 1870, quân đoàn III và IV của Đức tấn công binh đoàn của Mac Mahon đóng ở hai thành phố. Thống chế Mac Mahon bị thương trong khi đang tìm cách tham gia chỉ huy Quân đoàn 12 của tướng Lebrun, khi ấy đang bị Quân đoàn I Bayer tấn công tại Bazeilles. Ban đầu tướng Ducrot lên nắm quyền chỉ huy binh đoàn, nhưng sau đó ông  bị thay thế bởi lệnh của Bộ trưởng Chiến tranh, bởi tướng Winpffen, người vừa được bổ nhiệm làm Tư lệnh Quân đoàn 5 trước đó không lâu. Do mâu thuẫn và thiếu nhất quán trong hành động của các chỉ huy Pháp, quân Đức đã kịp hoàn thành việc bao vây binh đoàn Châlons ở Sedan. Sáng ngày 2 tháng 9, lệnh đầu hàng có hiệu lực. Trận chiến này chứng kiến sự tan rã của Binh đoàn Châlons, khiến Pháp tổn thất 124.000 người.

## Thành phần binh đoàn

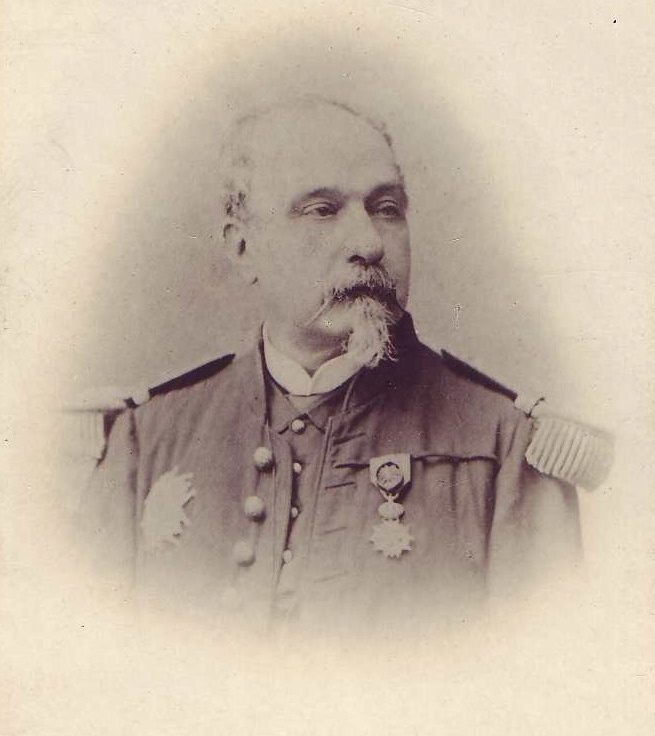
Tướng Forgeot, chỉ huy pháo binh.

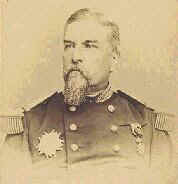
Tướng Ducrot, Tư lệnh Quân đoàn 1.

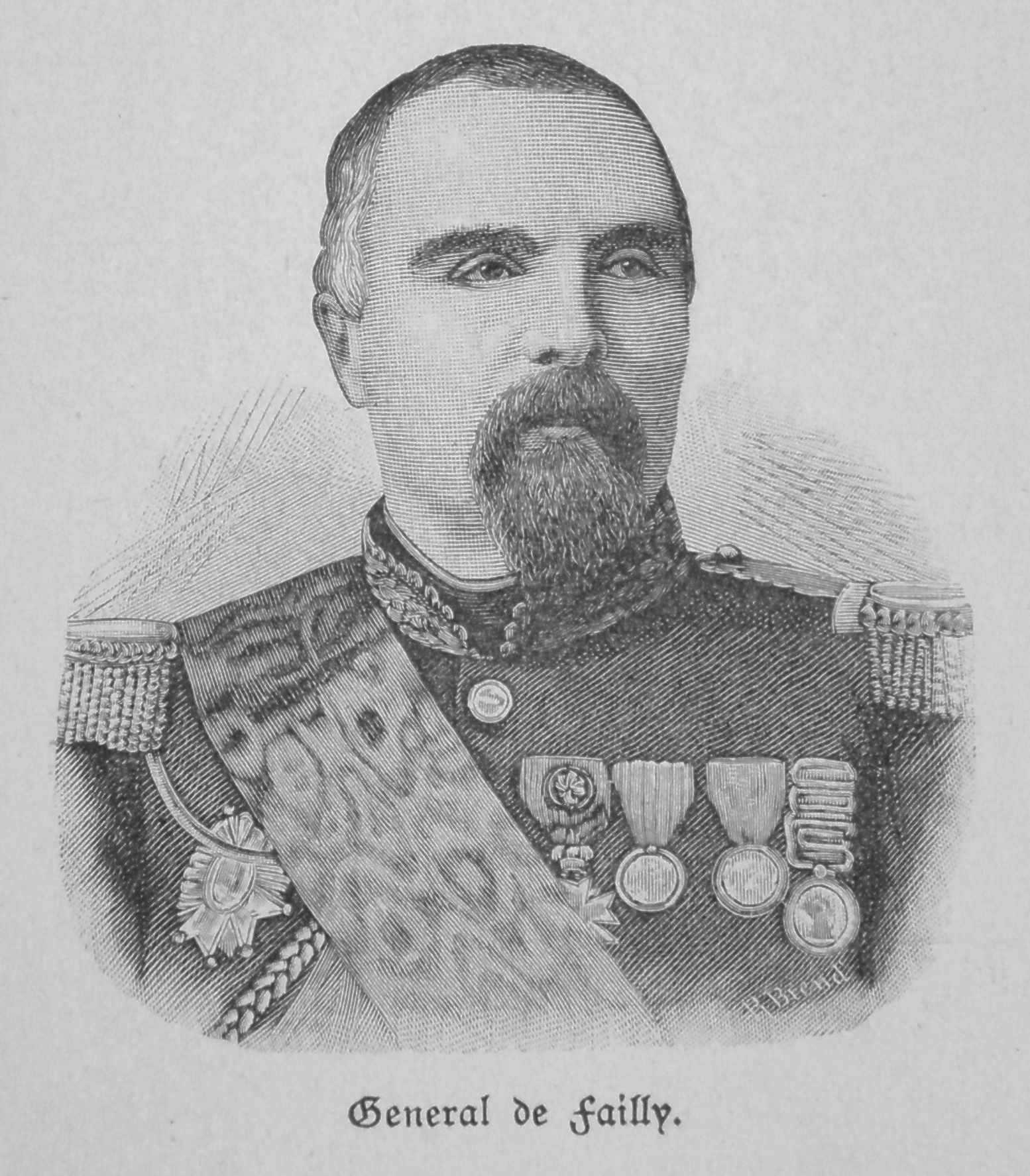
Tướng de Failly, Tư lệnh Quân đoàn 5.

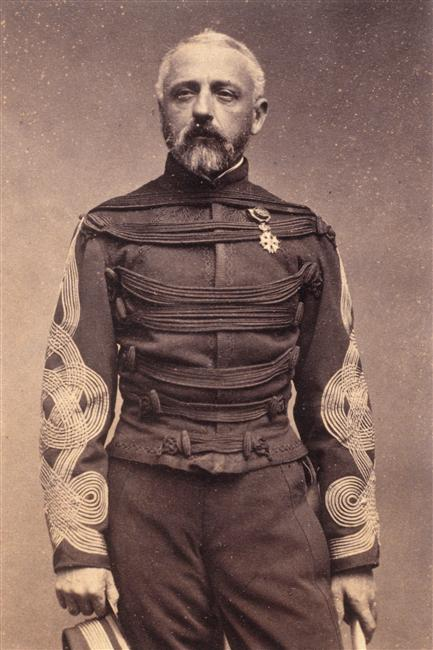
Tướng Douay, Tư lệnh Quân đoàn 7.

Ngày 23 tháng 8 năm 1870, Binh đoàn Châlons được thành lập, gồm 4 Quân đoàn cùng với pháo binh và kỵ binh dự bị, bao gồm 105.000 bộ binh, 14.709 kỵ binh, 393 khẩu pháo và 76 súng máy. Trung tá Rousset đã đưa ra một sự phân chia binh lực ước tính theo các đơn vị lớn:
- Tổng tư lệnh: Thống chế Mac Mahon, Công tước Magenta, sau đến tướng Wimpffen (1 tháng 9)
- Tham mưu trưởng: tướng Faure
- Chỉ huy pháo binh: tướng Forgeot
- Chỉ huy công binh: tướng Dejean

Đơn vị tác chiến
- Quân đoàn 1 (1er corps d'armée), tướng Ducrot làm tư lệnh, đại tá Robert làm tham mưu trưởng
- Quân đoàn 5 (5e corps d'armée), tướng de Failly làm tư lệnh, tướng Besson làm tham mưu trưởng.
- Quân đoàn 7 (7e corps d'armée), tướng Douay làm tư lệnh, tướng Renson làm tham mưu trưởng.
- Quân đoàn 12 (12e corps d'armée), tướng Lebrun làm tư lệnh, tướng Gresley làm tham mưu trưởng.

Lực lượng Dự bị
- Sư đoàn kỵ binh số 1, do tướng Margueritte chỉ huy
- Sư đoàn kỵ binh số 2, do tướng de Bonnemain chỉ huy